# Чемпіонат України з футболу серед жінок 1999: вища ліга
Чемпіонат України з футболу 1999 року серед жінок: вища ліга — 8-й чемпіонат України з футболу, який проводився серед жіночих колективів. Турнір стартував 14 травня, а завершився 14 вересня 1999 року. Чемпіоном України вп'яте за останні шість років стала «Донеччанка».

## Учасники
У чемпіонаті в 1999 році брали участь 4 команди. У порівнянні з минулим сезоном в складі учасників відбулася одна зміна: львівську «Львів'янку» в турнірі замінила столична команда «Київська Русь».
| Клуб           | Місто     |
| -------------- | --------- |
| Донеччанка     | Донецьк   |
| Київська Русь  | Київ      |
| Легенда-Чексіл | Чернігів  |
| Графіт         | Запоріжжя |

## Турнірна таблиця
|   | Донеччанка (Донецьк)      | ~        | 2:0 1:0 | 1:0 4:0 | 15:0 11:0 | 12 | 10 | 1 | 1  | 52 — 3  | 31 |
|   | Легенда-Чексіл (Чернігів) | 1:0 0:1  | ~       | 2:1 +:- | 4:0 9:0   | 12 | 8  | 1 | 3  | 30 — 7  | 25 |
|   | Графіт (Запоріжжя)        | 1:2 1:1  | 2:2 0:1 | ~       | 9:1       | 11 | 3  | 2 | 6  | 27 — 15 | 11 |
| 4 | Київська Русь (Київ)      | 0:3 0:11 | 0:6 0:5 | 1:8 0:5 | ~         | 11 | 0  | 0 | 11 | 2 — 86  | 0  |